# Pałac Stolbergów we Wrocławiu
Pałac Stolbergów – zabytkowy pałac w Świniarach, we Wrocławiu.

## Historia
Pałac w stylu neogotyku florenckiego został wzniesiony w 1845 roku, w miejscu dawnej warowni średniowiecznej, między zasypanym w XX wieku korytem rzeki Widawy a jego bocznego ramienia Młynówką. Jego fundatorem był hrabia Bernhard Joseph von Stolberg-Stolberg (1803-1859), syn Friedricha Leopolda zu Stolberg i Sophie Charlotte Eleonore von Redern. Pałac został wzniesiony według projektu Ferdinanda Fleischingera, na planie litery „U”; był 3-skrzydłowy, trzykondygnacyjny i posiadał w narożach skrzydła frontowego dwie masywne wieże zakończone krenelażem i płaskim dachem. W późniejszych latach kolejny właściciel pałacu – hrabia Arthur von Henckel-Donnersmarck (1836–1921), pochodzący z karynckiej linii na Wolfsbergu – według projektu Carla Lüdeckego dobudował kolejne piętro w skrzydle zachodnim zachowując stylistykę budynku.
W 1895 roku pałac został zakupiony przez magistrat Wrocławia, a w 1897 roku zaadaptowany na ośrodek dla rekonwalescentów. Zmieniono wówczas m.in. instalacje, klatki schodowe. Projektantem tych zmian był Richard Plüddemann i Friedrich Friese. Cały zespół pałacowo-parkowy liczył 3,5 hektara.   

### Po 1945 roku
Po II wojnie światowej majątek przekształcono w państwowe gospodarstwo rolne, a w pałacu zakwaterowano pracowników. W 2020 roku pałac wraz z całym zespołem pałacowo-parkowym liczącym 3,5 hektara został wystawiony na sprzedaż za cenę wywoławczą 4 696 000 złotych. Obecnie właścicielem jest Krajowy Ośrodek Wsparcia Rolnictwa, Oddział Terenowy we Wrocławiu.
16 czerwca 2024 roku doszło do pożaru pałacu, w wyniku którego spłonęło wnętrze budynku – z głównego korpusu ocalały ściany obwodowe, wieża została częściowo wypalona, ale dwie kubatury pozostały nienaruszone, choć na murach pojawiły się spękania termiczne.
W styczniu 2025 budowla była w bardzo złym stanie – w korpusie głównym części wieżowej brak zadaszenia i stropów, piwnice były częściowo zawalone, część zachodnia budynku miała tylko częściowe zadaszenie.